# Saurer 5 DUK

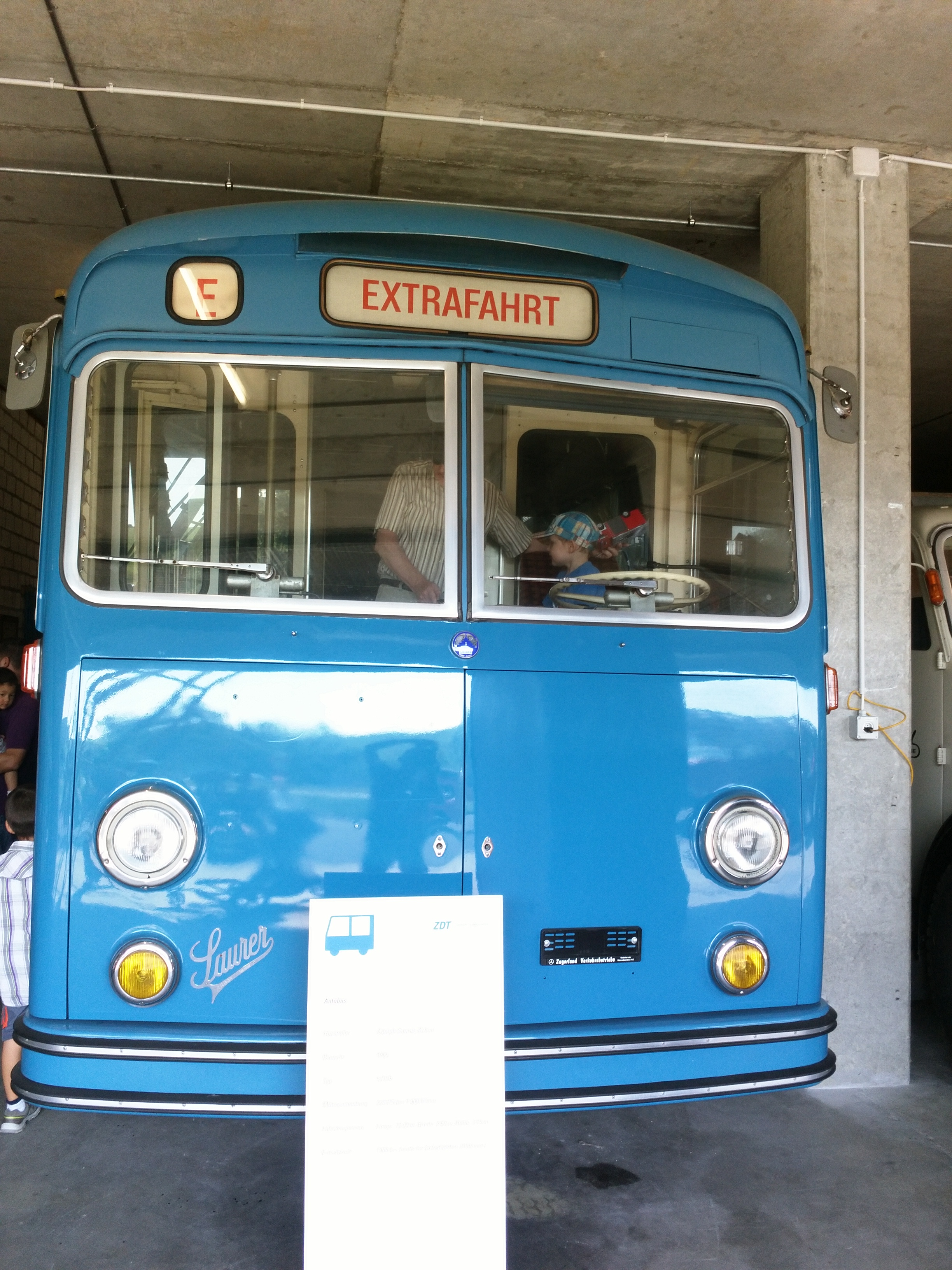
Saurer 5 DUK

Der Saurer 5 DUK ist ein Bus des Schweizer Herstellers Adolph Saurer AG, Arbon. 

## Geschichte und Technische Daten
Der 5 DUK ist ein linksgelenkter Bus und Postauto-Typ der ehemaligen PTT-Betriebe und diverser regionaler Bus-/Verkehrsbetriebe in der Schweiz. Der Saurer 5 DUK wurde ab 1953 gebaut und hat einen Fahrersitzplatz, 39 Passagiersitzplätze, 33 Stehplätze und ein Gepäckabteil. Das Gepäckabteil ist direkt hinter der hinteren Ausstiegtüre und hat eine Trennwand mit Schiebetüre mit Glasscheiben. Im Gepäckraum sind auch Sitze angebracht. Der Passagierraum ist in der Mitte durch eine Trennwand mit Türe unterteilt, dies weil früher der hintere Teil des Busses als Raucherabteil ausgelegt war. Mit der Aufhebung des Raucherabteils wurde nur die Türe entfernt, der Rest der Trennwand blieb bestehen.
DUK steht für Diesel-Unterflur-Kompressor. Bei der Post wurden diese Saurer 5 DUK als Postautobusse verwendet oder als Postautobusse mit einem einachsigen Gepäckanhänger. Bei den Zugerland Verkehrsbetriebe (ZVB) wurden diese Busse vor allem auf den Bergstrecken Zug–Ägeri (Linie 1) und Zug–Menzingen (Linie 2) verwendet. Postautos Saurer 5 DUK im Berggebiet und die Busse der ZVB waren zudem mit Splitstreuern vor den Heckrädern ausgerüstet, um bei Bergfahrten bei Schnee eine bessere Haftung zu erreichen. Dies gilt für Busse ohne Anhänger, für Busse mit dem Personenanhängerwagen APE 4.80 oder mit dem Personenanhängerwagen APE 4.80 und dem Gepäckanhänger AGP 3.
Ohne Anhänger wäre eine Maximalgeschwindigkeit bis zu 120 km/h möglich gewesen. Um 1975/76 wurden die Saurer 5 DUK durch modernere Fahrzeuge wie dem FBW 91U EU4A-Bus mit Aufbauten von Hess abgelöst. Einige Saurer 5 DUK wurden nach der Ausmusterung in zumeist osteuropäische Länder verkauft. Ein Saurer 5 DUK ZVB befindet sich im Zuger Depot Technikgeschichte.

## Daten
| Motorenleistung | 162 kW (220 PS) bei 1'900/min. |
| Länge           | 11'000 mm                      |
| Breite          | 2'500 mm                       |
| Höhe            | 3'150 mm                       |

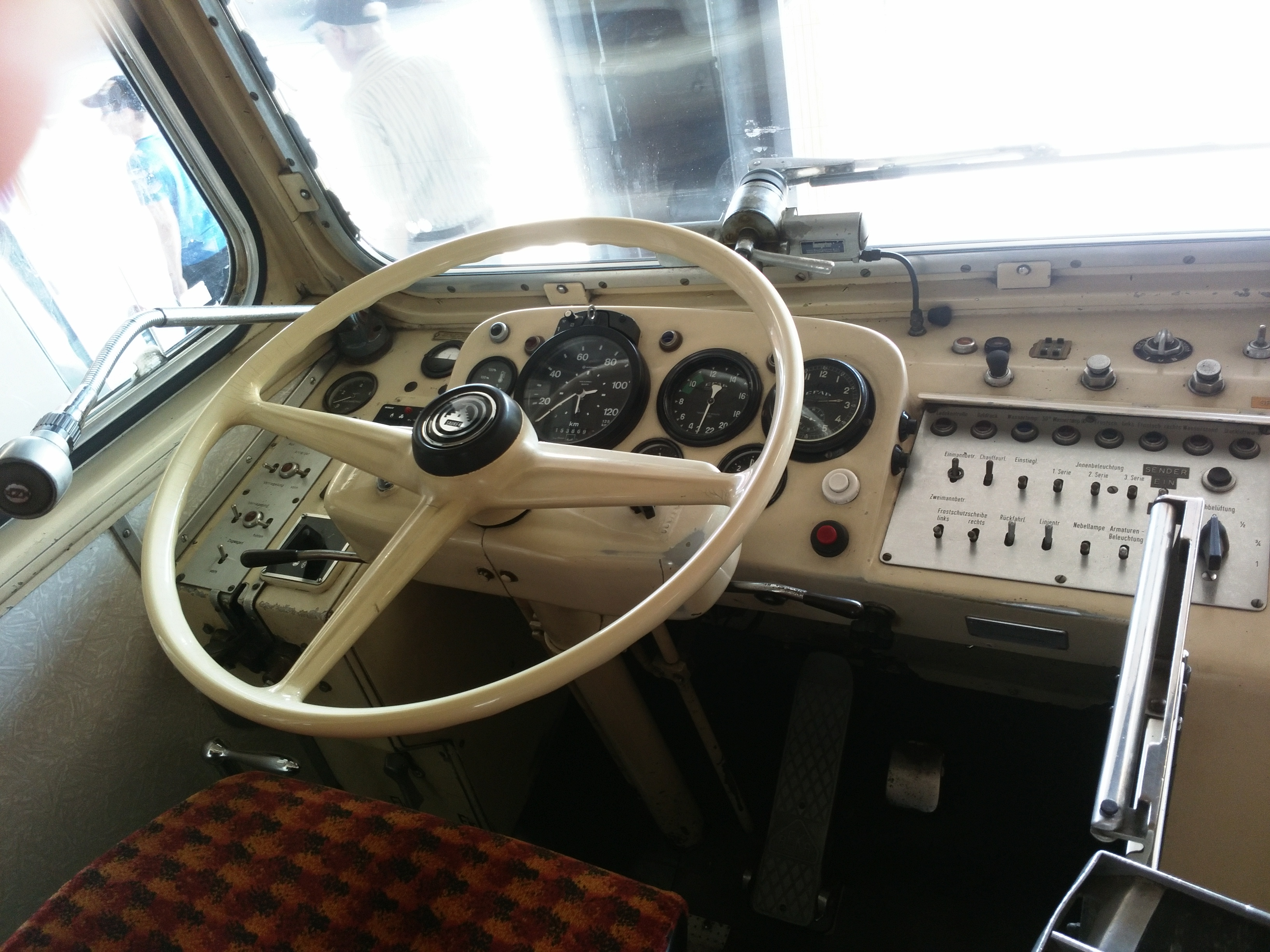
Führerstand
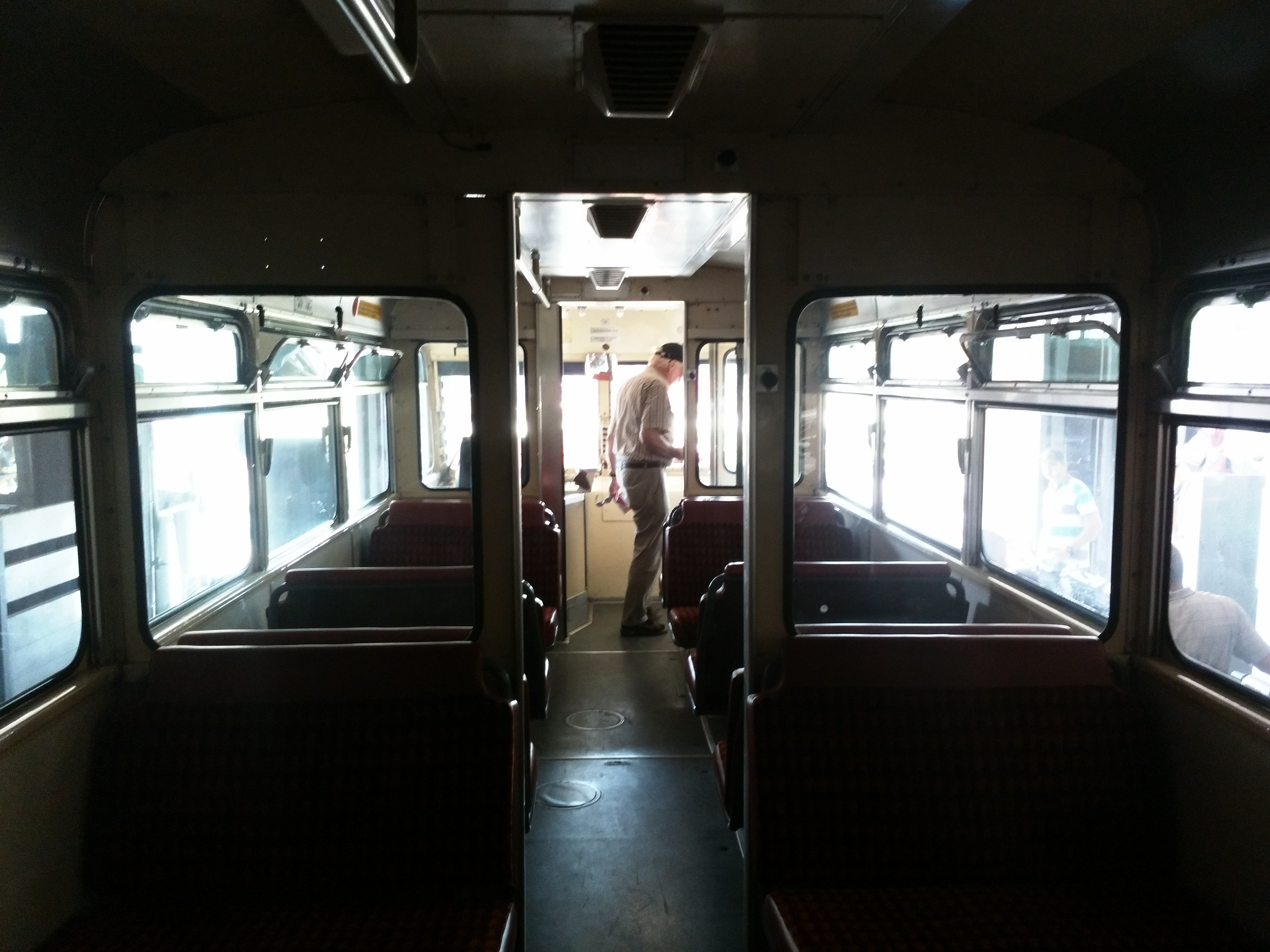
Passagierraum
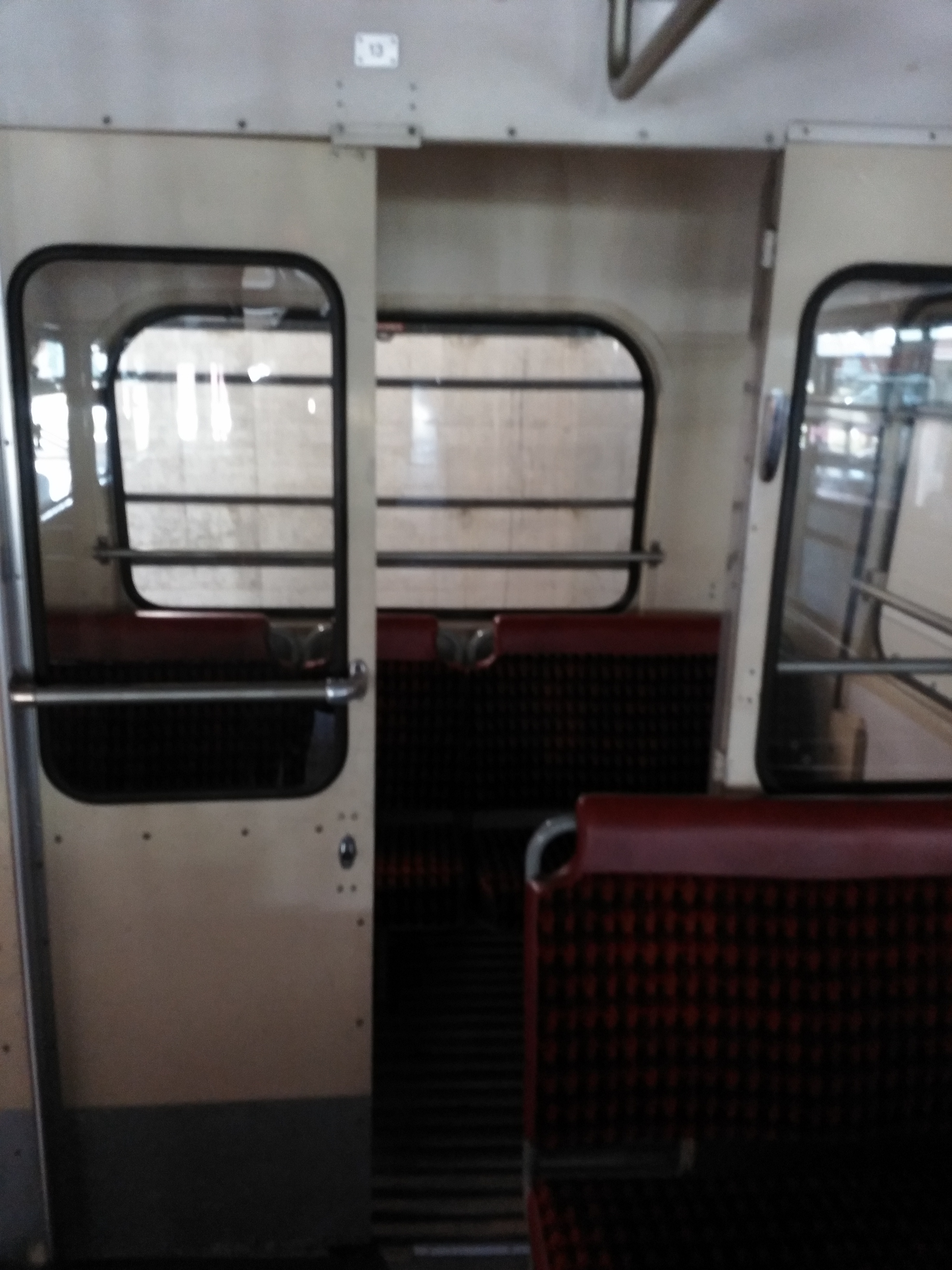
Gepäckabteil
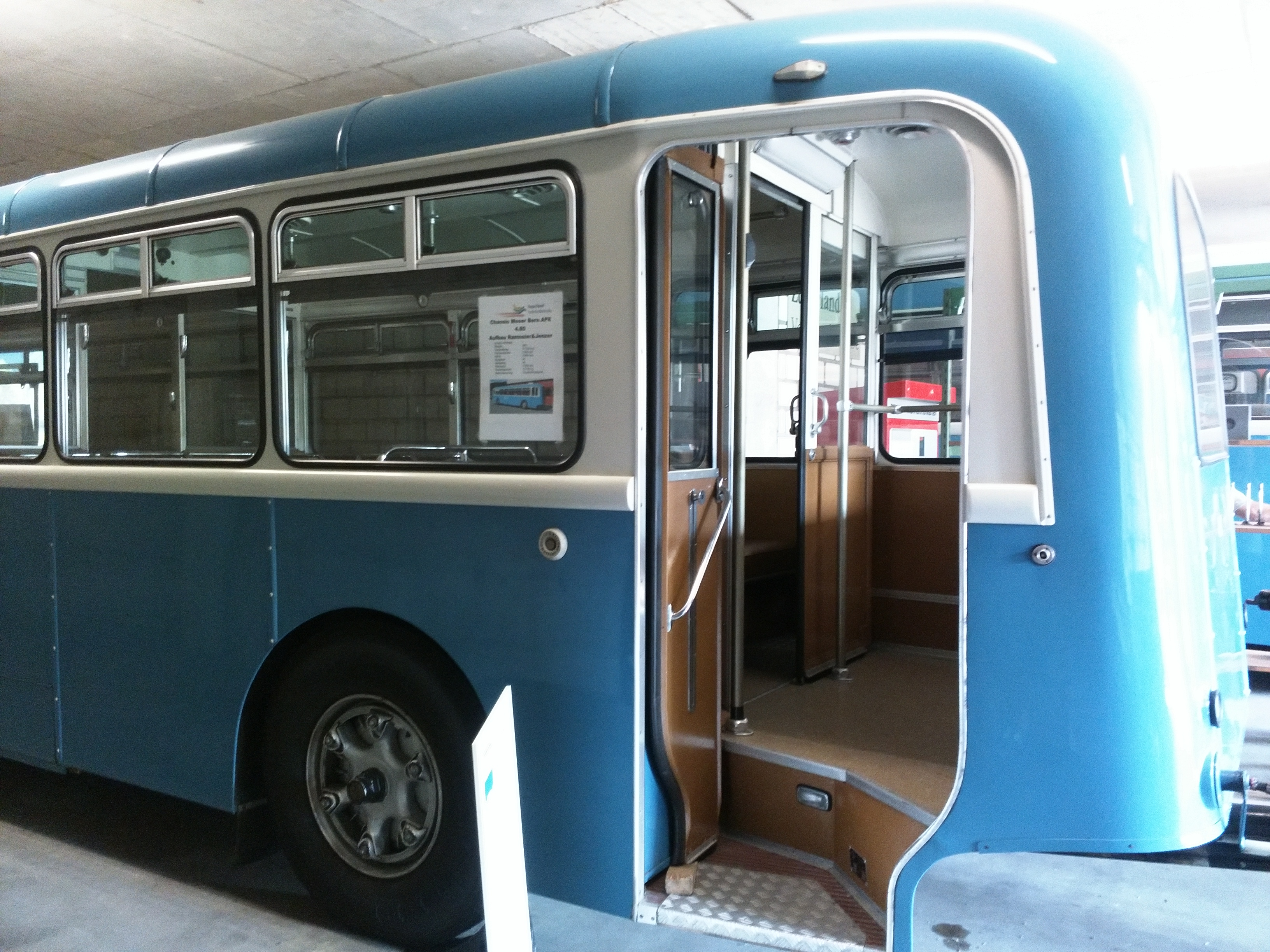
Personenanhänger APE 4.80 der ZVB
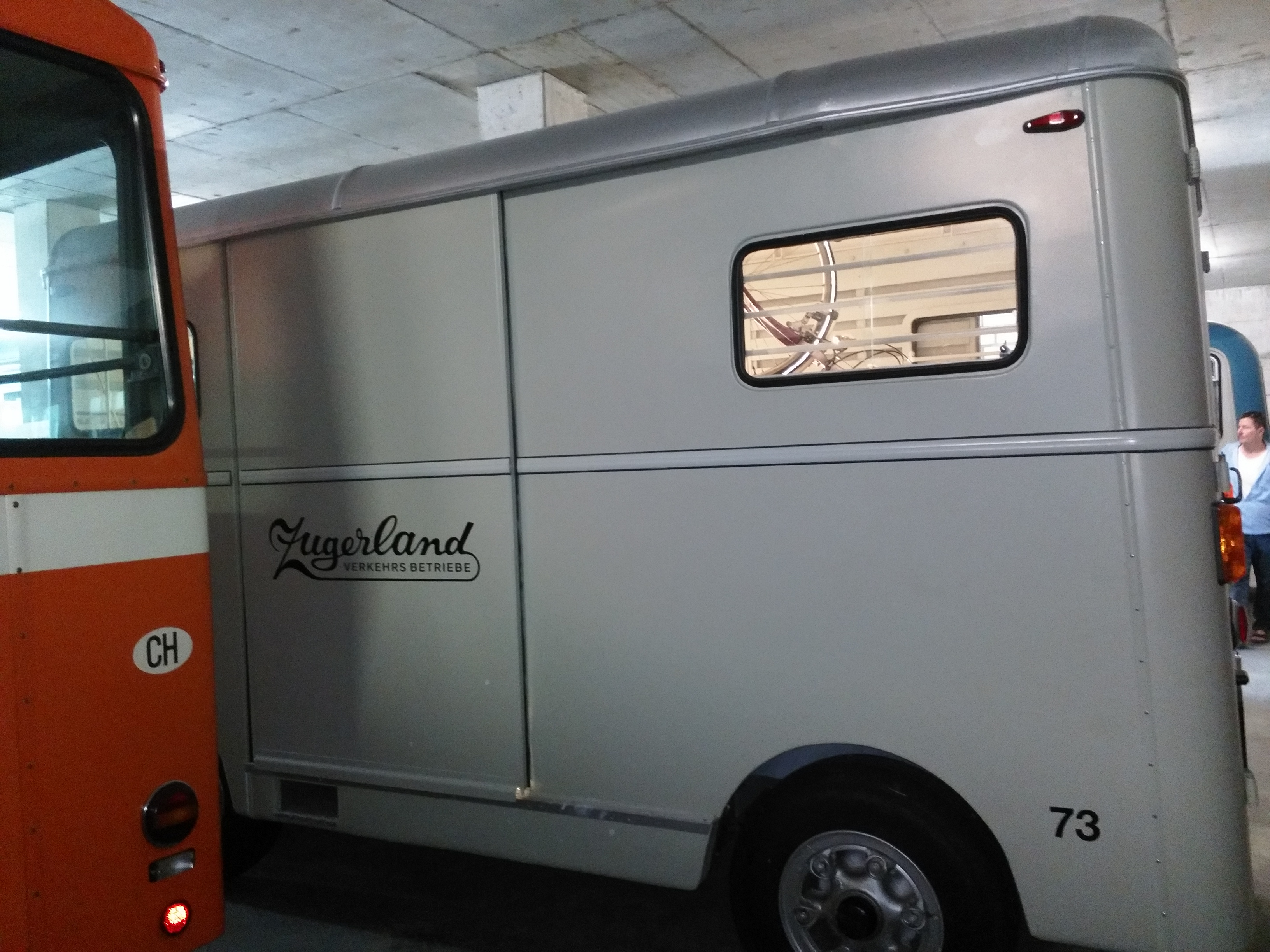
Gepäckanhänger AGP 3 der ZVB